# Burg Sammletshofen
Die Burg Sammletshofen ist eine abgegangene Niederungsburg südwestlich von Sammletshofen, einem heutigen Ortsteil der Gemeinde Meckenbeuren im Bodenseekreis in Baden-Württemberg.
Vermutlich wurde die Burg im 13. Jahrhundert von den 1270 genannten Herren von Sammletshofen erbaut, die Ministeriale des Bistums Konstanz waren. 1448 kauften die Brüder Heinrich und Wilhelm von Arnsberg von Ital d. Ä. und Jos Humpis die Burg. Im 16. Jahrhundert wurde die Burg aufgegeben und verfiel.
Von der ehemaligen Burganlage auf einem einst von einem Wassergraben umgebenen ovalen Burghügel mit einem Durchmesser von etwa 13 Metern ist nichts erhalten.